# Mekinje nad Stično
Mekinje nad Stično – wieś w Słowenii, w gminie Ivančna Gorica. W 2018 roku liczyła 229 mieszkańców.